# Klein Möringen
Klein Möringen ist ein Ortsteil der Ortschaft Möringen der Hansestadt Stendal im Landkreis Stendal in Sachsen-Anhalt, (Deutschland).

## Geographie
Klein Möringen, ein Straßendorf mit Kirche, liegt etwa 9 Kilometer westlich der Kernstadt von Stendal in der Altmark. Südwestlich des Dorfes strömt der „Graben Wenddörfer Berg“ nach Südwesten in die Uchte. Der etwa 54 Meter hohe Heidberg liegt westlich des Dorfes in einem Waldgebiet.
Nachbarorte sind Steinfeld (Altmark) im Nordwesten, Schönfeld im Nordosten, Möringen im Südosten und Nahrstedt im Südwesten.

## Geschichte

### Mittelalter bis Neuzeit
Im Jahre 1201 wurde der Ort im Verzeichnis der Königslutterschen Klostergüter als Morungen prope Stendal, slauitica villa postea deserta facta aufgeführt, übersetzt: „Morungen bei Stendal, der slawische, später wüste Ort“. Weiter heißt es dort, dass 12 Hufen des wüsten Ortes den Bebauern des Ortes Nippof gegen einen Erbzins überlassen wurden. Daraus ist wahrscheinlich das Dorf Klein Möringen entstanden.
An die slawischen Bewohner (Wenden) erinnert noch die Flurbezeichnung „Wenddorf“. 1238 wurden Duo Moringen majus et minus erwähnt, also beide Möringen, Groß und Klein. Sie gehörten zum Besitz des Grafen Siegfried von Osterburg in der Altmark, mit dem Siegfried vom St. Ludgerikloster Helmstedt belehnt worden war und den er 1238 dem Abt Gerhard von Werden und Helmstedt überschrieb. 1318 wird das Dorf als villa parua Mörunge erwähnt. Im Landbuch der Mark Brandenburg von 1375 wird das Dorf als Parva Morynghe und Moringe aufgeführt. 1268 wird erstmals ein Ritter namens „Morunge“ erwähnt. Die Familie derer von Gohre, derer von der Schulenburg (1510) und später die von Reinhardt besaßen das Dorf bzw. das Rittergut, das später dismebriert wurde. Weitere Nennungen sind 1687 Lütken Moring und 1804 das Dorf Klein Möhringen mit einem Leineweber.
Am 2. August 1902 wurde die amtliche Schreibweise auf Klein-Möringen festgelegt.

### Vorgeschichte
- In den 1930er Jahren wurde auf einem Gräberfeld bei Klein Möringen eine kalottenförmige Schale geborgen, die der Schönfelder Kultur zugerechnet wird. Sie ist im Landesmuseum für Vorgeschichte in Halle (Saale) ausgestellt.[13]
- In Klein Möringen wurde in einer Urne eine Spät-Latène- oder Dreiecksfibel aus der Eisenzeit gefunden, die im Altmärkischen Museum in Stendal aufbewahrt wird.[14]
- Eine Grabhügelgruppe aus der Bronzezeit bei Klein Möringen besteht aus 15 Hügeln.[15]
- Diese Bodendenkmale sind auf der Karte der Schutzgebiete im Sachsen-Anhalt-Viewer als archäologische Kulturdenkmale ausgewiesen. Sie befinden sich östlich des Heidberges in einem Waldgebiet.[4]

### Wüstungen bei Klein Möringen
Wilhelm Zahn nannte 1909 zwei mutmaßliche Wüstungen.
- Zwei Kilometer südlich vom Dorf, 500 Meter nördlich von Nahrstedt liegen die „neuen Länder“ an die sich südöstlich die langen und kurzen „Seepen“ anschließen. Zahn meint, hierbei handelt es sich aber wohl nur um Neuland, das durch die Ausrodung von Wald entstand.
- 1,25 Kilometer südlich des Dorfes, zwei Kilometer nordwestlich von Möringen, liegt eine Flur die „langen und kurzen Wenddörfer“ genannt. Zahn vermutet hier eine alte wendische Siedlung.

Im etwas erhöhten Gelände bis zur Uchteniederung findet sich die Bezeichnung „Am Landgraben“, jedoch keine erkennbaren Befestigungsreste. Scherbenfunde deuten auf eine altslawische Siedlung aus dem 9. oder 10. Jahrhundert.

### Herkunft des Ortsnamens
Heinrich Sültmann meint, der Ortsname weist durch die Endung „-ingen“ auf eine Nordschwabengründung hin und bedeutet „Siedlung am Moor“. Hier könnte das Moor oder der Morast der vorüberfließenden Uchte gemeint sein.

### Eingemeindungen
Ursprünglich gehörte das Dorf Klein Möringen zum Stendalschen Kreis der Mark Brandenburg in der Altmark. Zwischen 1807 und 1813 lag es im Landkanton Stendal auf dem Territorium des napoleonischen Königreichs Westphalen. Nach weiteren Änderungen gehörte die Gemeinde ab 1816 zum Kreis Stendal, dem späteren Landkreis Stendal.
Am 20. Juli 1950 wurden die bis dahin eigenständigen Gemeinden Groß Möringen und Klein Möringen zur neuen Gemeinde Möringen zusammengeschlossen.
Bis zum 31. Dezember 2009 gehörte Klein Möringen zur Gemeinde Möringen in der Verwaltungsgemeinschaft Stendal-Uchtetal.
Mit der Eingemeindung der Gemeinde Möringen in die Stadt Stendal am 1. Januar 2010 kam Klein Möringen als Ortsteil zur Hansestadt Stendal und zur neu entstandenen Ortschaft Möringen.

### Einwohnerentwicklung
| Jahr | Einwohner |
| ---- | --------- |
| 1734 | 126       |
| 1772 | 103       |
| 1790 | 111       |
| 1798 | 125       |
| 1801 | 131       |
| 1818 | 110       |

| Jahr | Einwohner |
| ---- | --------- |
| 1840 | 182       |
| 1864 | 174       |
| 1871 | 167       |
| 1885 | 171       |
| 1892 | [0]174    |
| 1895 | 174       |

| Jahr | Einwohner |
| ---- | --------- |
| 1900 | [0]165    |
| 1905 | 163       |
| 1910 | [0]165    |
| 1925 | 164       |
| 1939 | 130       |
| 1946 | 229       |

| Jahr | Einwohner |
| ---- | --------- |
| 2013 | 96        |
| 2014 | 97        |
| 2018 | 96        |
| 2019 | 95        |
| 2021 | 87        |
| 2022 | 86        |

| Jahr | Einwohner |
| ---- | --------- |
| 2023 | [0]86     |

Quelle, wenn nicht angegeben, bis 1946:

## Religion
Die evangelische Kirchengemeinde Klein Möringen, die früher zur Pfarrei Groß Möringen in der Altmark gehörte, wird betreut vom Pfarrbereich Möringen-Uenglingen im Kirchenkreis Stendal im Bischofssprengel Magdeburg der Evangelischen Kirche in Mitteldeutschland.
Die ältesten überlieferten Kirchenbücher für Klein Möringen stammen aus dem Jahre 1829, ältere Einträge sind bei Groß Möringen zu finden.
Die katholischen Christen gehören zur Pfarrei St. Anna in Stendal im Dekanat Stendal im Bistum Magdeburg.

## Kultur und Sehenswürdigkeiten

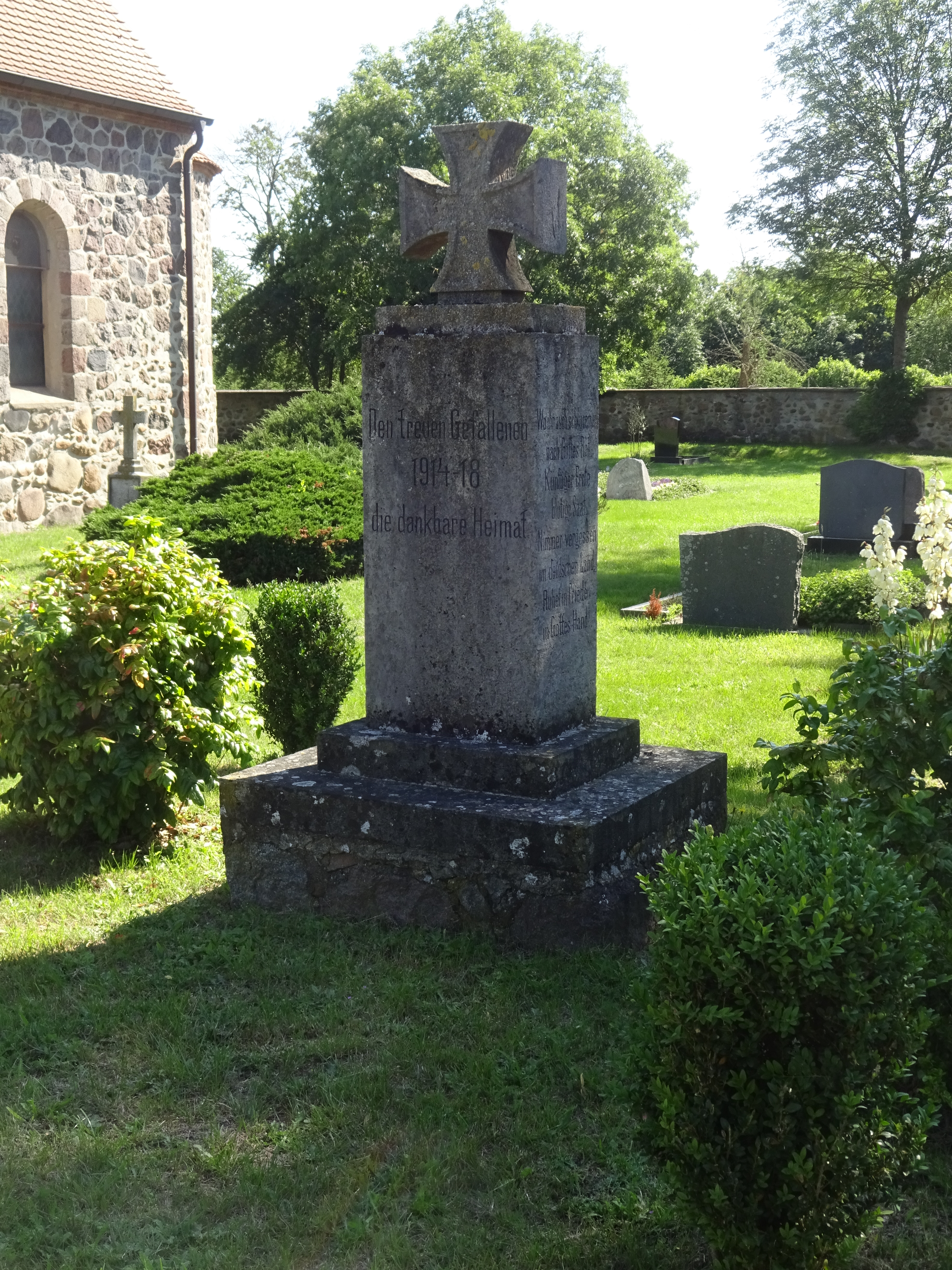
Denkmal für die Gefallenen des Ersten Weltkrieges

- Die evangelische Dorfkirche Klein Möringen, seit 1901 „Christuskirche“ genannt,[17] ist ein Feldsteinbau. Nur noch die unteren Umfassungsmauern auf der Nord- und Südseite stammen aus dem 13. Jahrhundert.[30] Der Kirchturm mit Schieferdeckung und die Kirchhofmauer wurden 1711 vollendet.[31] 1901 hat man den oberen Teil der Kirche erneuert.[30]
- Der Friedhof befindet sich auf dem Kirchhof.
- In Klein Möringen steht ein Denkmal für die Gefallenen des Ersten Weltkrieges, eine kleine Stele gekrönt von einem eisernen Kreuz.[32]
- 1933 berichtete Friedrich Hoßfeld von zwei Hünengräbern und einem Hügel „im Walde in der Nähe, östlich vom Dorfe am Wege nach Deetz.“ Er veröffentlichte ein Foto der Gegend, das jedoch nur Bäume zeigt.[17] Heute sind auf topographischen Karten, je nach Maßstab, zwei oder drei Steingräber westlich des Dorfes im Wald am Weg nach Deetz südlich des Heidberges eingezeichnet.[4] Oberirdische Spuren der Gräber sind nicht beschrieben.
- 2½ Kilometer westlich des Dorfes, schon in der Gemarkung Querstedt, ist am Querstedter Weg zwischen Steinfeld (Altmark) nach Querstedt die Kirchenruine der Wüstung Rassau zu finden, ein Bodendenkmal.[4] Der alte Flurname „Die Rassau“[33] erinnert an das frühere Dorf „Rissow“ an dieser Stelle.